# Boletus speciosus
Boletus speciosus Frost, 1874 è un fungo basidiomicete della famiglia Boletaceae.

## Descrizione della specie
Cappello
6–15 cm di diametro, convesso
Cuticolaasciutta, liscia, colore rosso chiaro o rosa, a volte con sfumature gialle.
Pori
Color giallo chiaro, diventano giallo-oliva a maturità con a volte sfumature rossastre, virano rapidamente al blu al tocco.
Tubuli
Lunghi 1,5 cm.
Gambo
5-13 x 1,5–4 cm, compatto, giallo con sfumature rossastre alla base, reticolato, vira rapidamente blu al tocco.
Carne
Gialla, spesso giallo-cromo alla base del gambo, vira rapidamente al blu.
- Odore: non significativo.
- Sapore: non significativo.

Spore
11-15 x 3-4 µm, lisce, bruno-oliva in massa.

## Habitat
Fungo simbionte, raro, cresce solitario o in esemplari sparsi, in estate-autunno.

## Commestibilità
Commestibile, mediocre.

## Reazione chimica
- KOH: arancio
- Sali di ferro: grigiastro sul cappello, negativo sulla carne.